# Bosco Zacchi
Bosco Zacchi este o arie protejată (arie specială de conservare — SAC, sit de importanță comunitară — SCI, arie de protecție specială avifaunistică — SPA) din Italia întinsă pe o suprafață de 0,75 ha, integral pe uscat.

## Localizare
Centrul sitului Bosco Zacchi este situat la coordonatele 45°48′13″N 12°45′44″E / 45.803724°N 12.762206°E.

## Înființare
Situl Bosco Zacchi a fost declarat sit de importanță comunitară în septembrie 1995 pentru a proteja 6 specii de animale. Alte tipuri de protecție:
- arie de protecție specială avifaunistică (în august 2003)
- arie specială de conservare (în iulie 2018)[1][2][3]

## Biodiversitate
Situată în ecoregiunea continentală, aria protejată conține 1 habitat natural: Păduri ilirice de stejar și carpen (Erythronio-Carpinion).
La baza desemnării sitului se află mai multe specii protejate:
- păsări (5): fâsă-de-câmp (Anthus campestris), caprimulg (Caprimulgus europaeus), erete vânăt (Circus cyaneus), șoim de iarnă (Falco columbarius), sfrâncioc roșiatic (Lanius collurio)
- nevertebrate (1): rădașcă (Lucanus cervus)

Pe lângă speciile protejate, pe teritoriul sitului au mai fost identificate 5 specii de plante.